# 楠浩子
楠 浩子（くすのき ひろこ、8月3日 - ）は、日本の女性声優。福岡県北九州市出身。

## 略歴
小学生の時から海外ドラマ『フルハウス』が好きで、あんな家庭を作ることが目標だったという。「大学生の時に人種の壁はちょっと越えられないな……」ということに気づき始めていたが、「その役にはなれるんだ」と思ったのが職業としての声優を意識するきっかけだったという。当初は吹き替えがしたく声優の世界に飛び込んだという。
「声優になりたい」と思っていた頃には大学に進学していたが、地元の九州で声優について学べる専門学校を探していた。大学が夏休みの間は、体験入学に通っており、秋に「専門学校に行きたいので、大学を辞めていいでしょうか……」と親に相談していた。
急だったため、親も驚いたのようで、家族会議が1カ月くらい開かれ、結果的には「大学も専門学校もどっちも行くんだったら通ってもいいよ」と許してくれたという。大学3年生が終えた時にオーディションを色々受けるために上京したという。
松濤アクターズギムナジウム声優部卒業。
2016年3月31日に所属していたJTBエンタテインメントを退所。同年7月1日からレオパード・スティールと業務提携、2017年4月1日より所属。
辻谷塾一期生。

## 出演作品
※太字は主役・メインキャラクター

### テレビアニメ
2009年
- けんぷファー（女子生徒C）

2010年
- B型H系（小林真希、女子、友人）
- おおかみかくし（女子生徒、看護士、受付け）

2012年
- ゆるゆり♪♪（女の子A）
- しばいぬ子さん（女の子）

2013年
- うたの☆プリンスさまっ♪マジLOVE2000%（子供）
- 閃乱カグラ（生徒A）
- レゴ フレンズ 〜ともだち キラキラ! ものがたり〜
- 蒼い世界の中心で（パトリー＝シャビア）
- フリージング ヴァイブレーション（ホーリー・ローズ）

2014年
- 僕らはみんな河合荘（千夏の友達A）
- 未確認で進行形（女子生徒）
- まじもじるるも（トモちゃん）

### ゲーム
- ガールフレンド（仮）（川上瀬莉[5]）

- 『ヒーローズプレイスメント』（三郷紅葉・大館桐・ミントミッチャム矢掛・藍奈・鱈場クラハ・玉城美和）

- 『BladeChronicle』（遊女 龍野）

### ドラマCD
- フリージング（エキストラパンドラ3）
- 蒼い世界の中心で（子ども）
- ぽちゃぽちゃ水泳部（太田晴[6]）

### 吹き替え
- スーパー!（リビー、ボルティー（エリオット・ペイジ））
- チャイニーズ・フェアリー・ストーリー（バイフー、2012年11月2日）
- マンテラ トランスフォーマーズ（ディーナ、2013年1月1日）
- 死人の鏡（探偵ポワロシリーズ）（スーザン、2013年6月25日・デアゴスティーニ 隔週刊に収録）
- ドラゴン・パール　謎の皇帝のドラゴンボール（リン、2014年7月2日）
- ブレンダン・フレイザーのエリートをぶっとばせ！(ソフィー、2014年8月2日)

### テレビ
- 1分間の深イイ話 再現VTR

### 舞台
- 好村俊子プロデュース鷹
  - 三島由紀夫の近代能楽集より『熊野』（ユヤ）

## ディスコグラフィ

### キャラクターソング
| 発売日  | 商品名       | 歌                                                   | 楽曲                                   | 備考                               |
| 2015年  | 2015年       | 2015年                                               | 2015年                                 | 2015年                             |
| ------- | ------------ | ---------------------------------------------------- | -------------------------------------- | ---------------------------------- |
| 8月19日 | アクアマリン | 響子（山口立花子）、松尾（西森梨花）、龍野（楠浩子） | 「アクアマリン」 「Girly Girl Party!」 | ゲーム『ブレイドクロニクル』関連曲 |
| 8月19日 | アクアマリン | 龍野（楠浩子）                                       | 「白い月が映る」                       | ゲーム『ブレイドクロニクル』関連曲 |

## インターネットラジオ
- 『結衣・浩子のスマートゲーマーラジオ』（音泉：2014年10月5日 - 12月26日）
- JTBエンタテインメントの宝箱ラジオ『楠浩子＆元吉茉莉花＆西森梨花の女子楽屋』（WALLOP：2014年10月- 2016年7月）
- ラジオ 戦姫インペリアル from 英雄*戦姫（音泉：2015年4月30日 - 7月23日、2016年1月4日 - 3月21日）[7]
- 楠田亜衣奈と楠浩子の「くす×くすHOUSE」（ニコニコチャンネル、WALLOP：2016年8月2日 - 毎月第1.2.3火曜）
- 『いけながあいみと楠浩子のふりふりパニック』（ハピラジ：2016年7月 -）月に1回不定期